# Hofje van Gratie (Haarlem)
Het Hofje van Gratie was een hofje in de Noord-Hollandse stad Haarlem. Het hofje lag in de Oude Stad en in de buurt de Vijfhoek, ter plekken aangeduid als de Raaks.
Het hofje werd oorspronkelijk op 7 mei 1554 door Willem Diert en Ghijsbrecht van der Mollen in de Jacobijnestraat gesticht. Tussen 1628 en 1650 is het Hofje van Gratie aan de Jacobstraat 9 komen te liggen. Het hofje bood plek aan twaalf schamele personen, dit werd later teruggebracht naar negen.
Het hofje verkeerde gedurende het bestaan financieel in vrij bemiddelde staat. Totdat in 1810 de tiërcering door Napoleon werd ingevoerd en de financiële positie verslechterde. Deze verslechterde nog meer met de conversieregeling van het erfpacht, waarna het een kwijnend bestaan heeft geleid. Rond 1960 woonden er nog maar enkele vrouwen in het hofje. In 1964 werd het afgebroken wegens stadsuitbredingsplannen.